# Per Verner Vågan Rønning
Per Verner Vågan Rønning (Levanger, Noruega, 9 de enero de 1983), futbolista noruego. Juega de defensa y su actual equipo es el Rosenborg BK de la Tippeligaen de Noruega.

## Selección nacional
Ha sido internacional con la Selección de fútbol de Noruega sub-21.

## Clubes
| Club           | País    | Año       |
| -------------- | ------- | --------- |
| Levanger FK    | Noruega | 2002-2005 |
| Kongsvinger IL | Noruega | 2006      |
| AIK Solna      | Suecia  | 2007      |
| FK Bodø/Glimt  | Noruega | 2008-2011 |
| Rosenborg BK   | Noruega | 2011-     |